# Cerkiew św. Michała Archanioła w Dubnem
Cerkiew św. Michała Archanioła w Dubnem – dawna greckokatolicka cerkiew zbudowana w 1863, znajdująca się w Dubnem.
Po 1947 przejęta przez kościół rzymskokatolicki. Obecnie użytkowana jako kościół filialny parafii św. Józefa Oblubieńca Najświętszej Maryi Panny w Muszynie.
Cerkiew wpisano na listę zabytków w 1964. Została włączona do małopolskiego Szlaku Architektury Drewnianej.

## Historia
Cerkiew greckokatolicka w Dubnem powstała w 1863 na miejscu świątyni z 1673 zniszczonej przez pożar. Odnawiana w 1929. Po wypędzeniu Łemków w ramach akcji „Wisła” cerkiew została zaadaptowana na kościół rzymskokatolicki. W 2011 został wyremontowany dach cerkwi, w ramach akcji „Program ochrony podkowca małego w Polsce” prowadzonej przez Polskie Towarzystwo Przyjaciół Przyrody „pro Natura”.

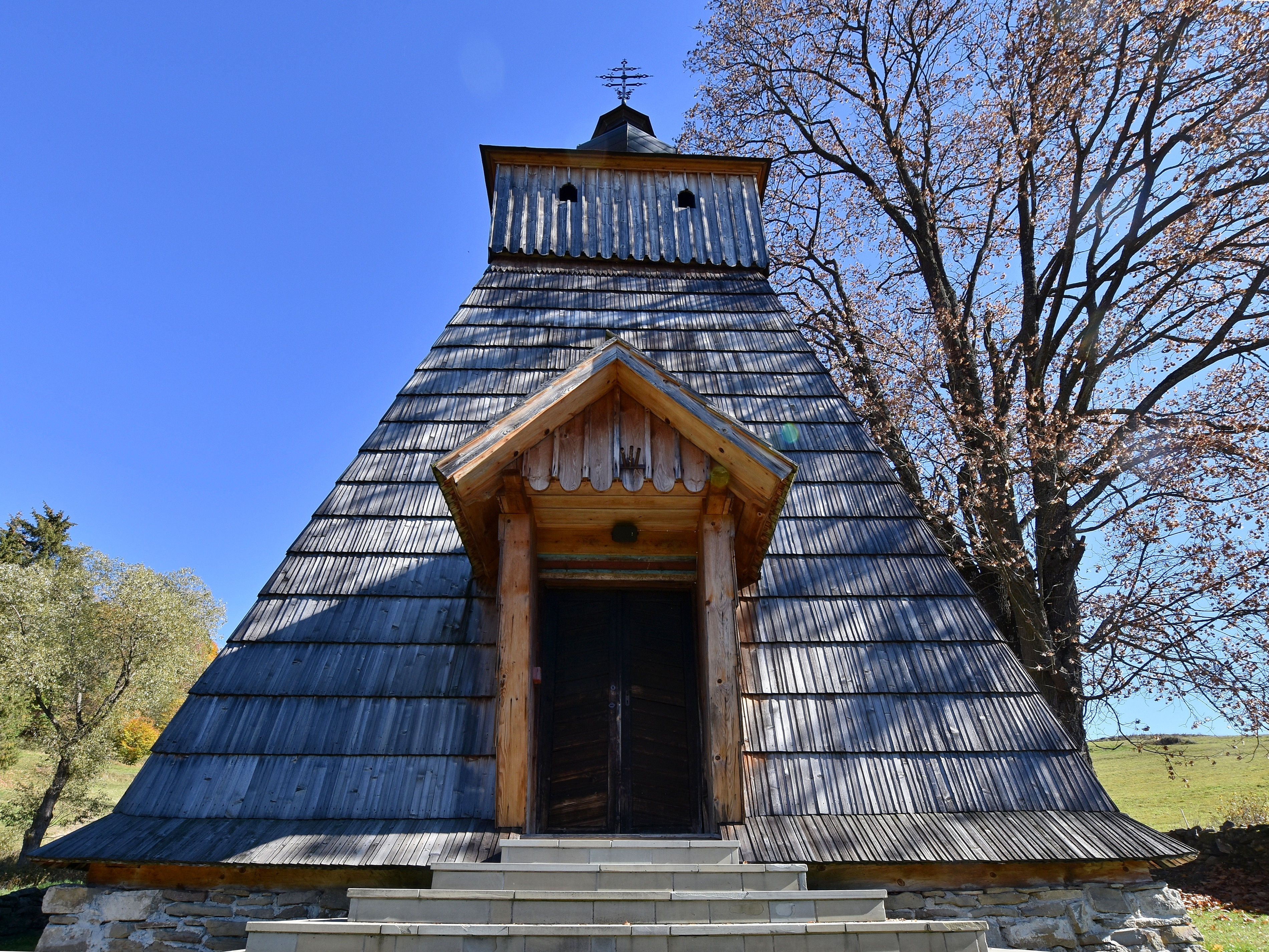
Elewacja frontowa
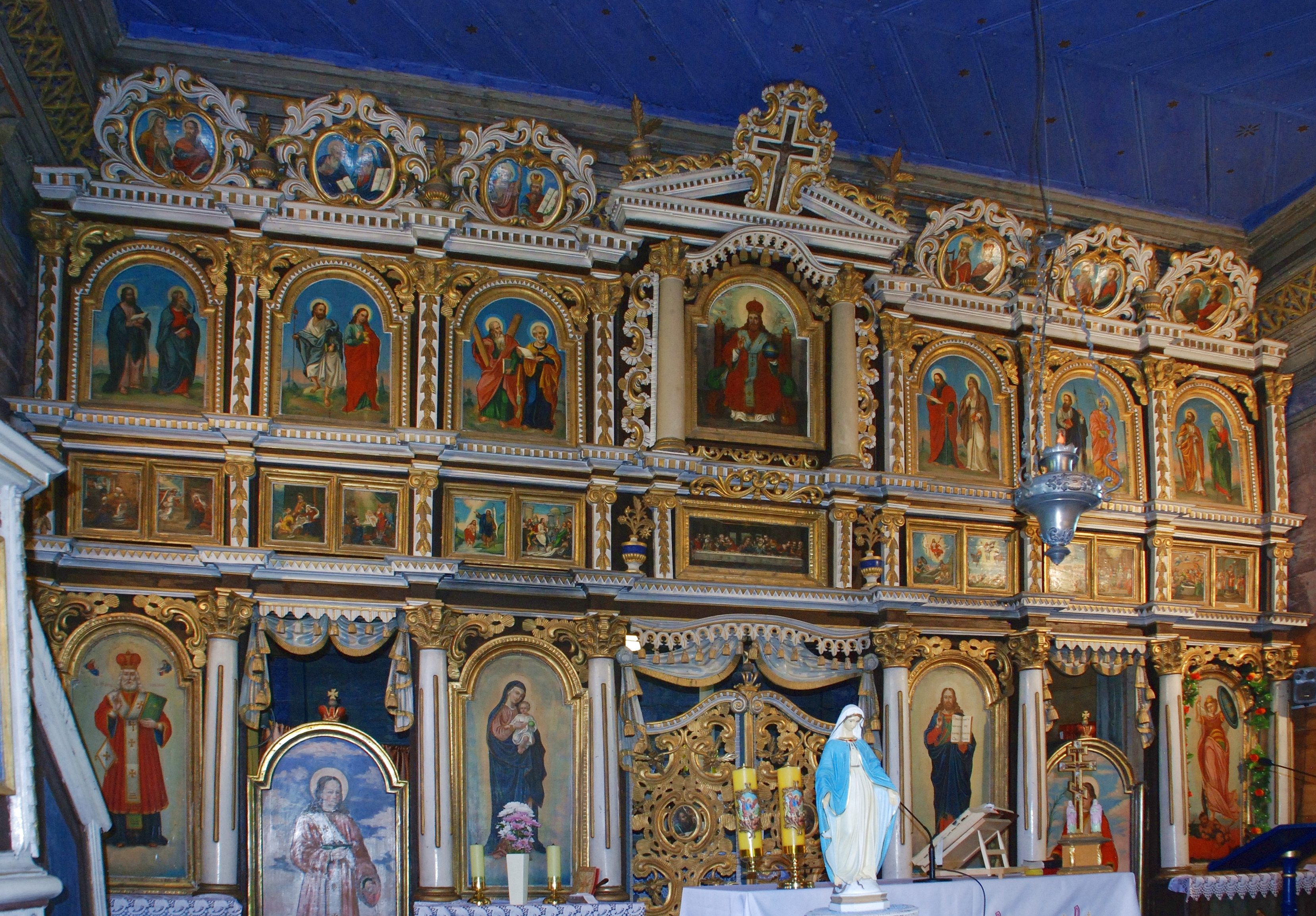
Wnętrze
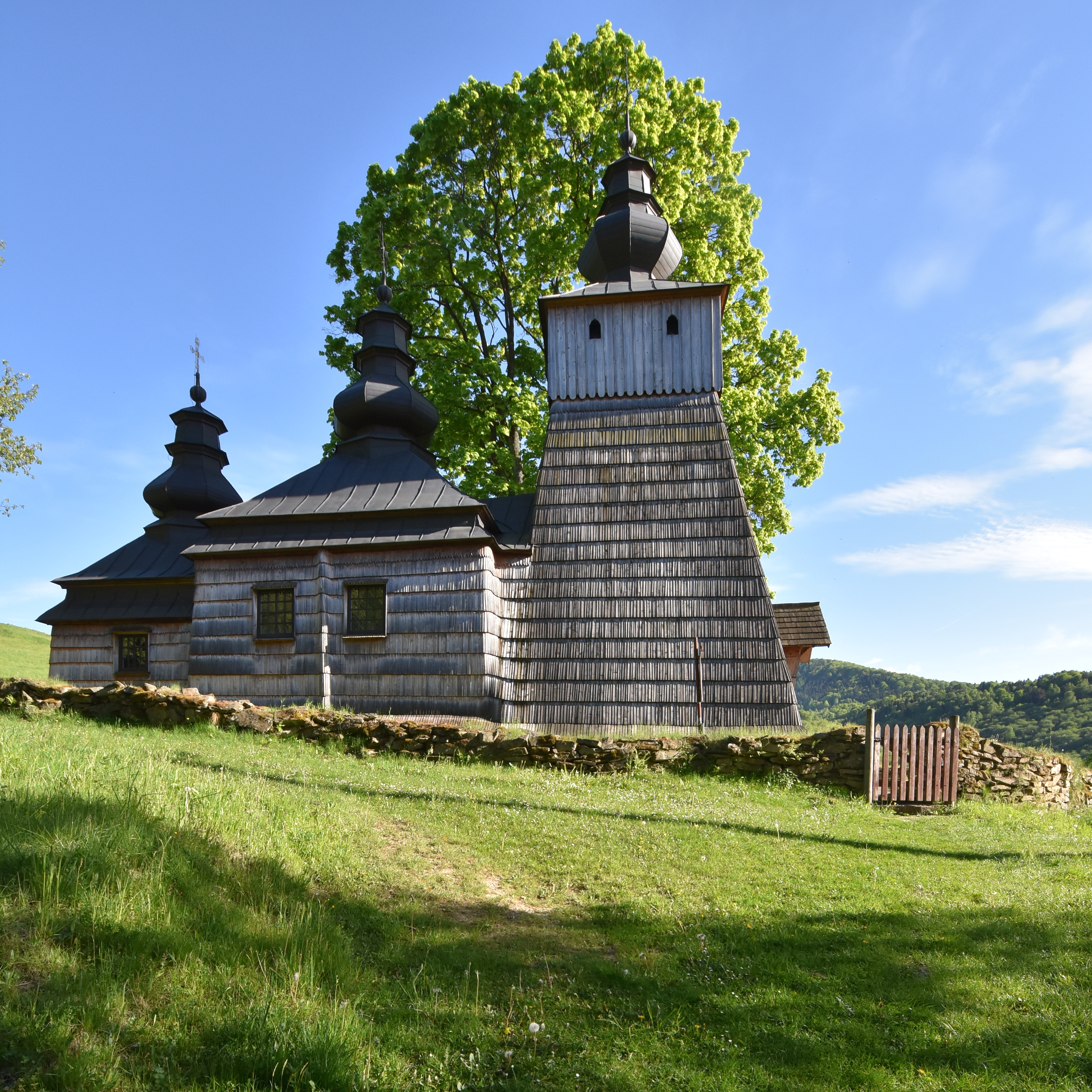
Elewacja boczna

## Architektura i wyposażenie
Cerkiew łemkowska św. Michała Archanioła reprezentująca styl zachodniołemkowski jest budynkiem drewnianym o konstrukcji jednonawowej, trójdzielnej, wieża posiada konstrukcję słupowo-ramową. Dach świątyni, namiotowy nad nawą, nad prezbiterium kalenicowy, wielopołaciowy, pokryty blachą i zwieńczony trzema baniastymi wieżyczkami z pozornymi latarniami.
Wewnątrz w nawie i prezbiterium widoczne kopuły namiotowe, w babińcu strop płaski. Wnętrze zdobi polichromia ornamentalno-figuralna z końca XX w. Rokokowo-klasycystyczny ikonostas i całe wyposażenie pochodzi z XIX wieku. Najcenniejszym zabytkiem jest ikona „Ukrzyżowanie i złożenie Chrystusa do grobu”.